# Вишићи
Вишићи су насељено мјесто у Босни и Херцеговини, у граду Чапљина, које административно припада Федерацији Босне и Херцеговине. Према попису становништва из 1991. у насељу је живјело 1.788 становника.

## Становништво
| Националност       | 1991.          | 1981.          | 1971.          |
| Хрвати             | 1.207 (67,50%) | 1.197 (68,05%) | 1.039 (67,95%) |
| Муслимани          | 528 (29,53%)   | 461 (26,20%)   | 441 (28,84%)   |
| Срби               | 23 (1,28%)     | 35 (1,98%)     | 38 (2,48%)     |
| Југословени        | 15 (0,83%)     | 58 (3,29%)     | 5 (0,32%)      |
| остали и непознато | 15 (0,83%)     | 8 (0,45%)      | 6 (0,39%)      |
| Укупно             | 1.788          | 1.759          | 1.529          |